# X González
X González (ur. 11 listopada 1999 na Florydzie jako Emma Wise Gonzalez, znana wcześniej jako Emma González) – amerykańska aktywistka na rzecz ograniczenia dostępu do broni. Jest osobą niebinarną pochodzenia kubańsko-niemiecko-irlandzko-angielskiego.
Dziecko emigranta z Kuby, prawnika Jose Gonzáleza, i Beth González, nauczycielki matematyki pochodzenia niemiecko-irlandzko-angielskiego. Uczennica szkoły w Parkland na Florydzie, gdzie trzy lata była przewodniczącą szkolnej organizacji Gay-Straight Alliance. 14 lutego 2018 w jej szkole doszło do masowej strzelaniny. Po masakrze zaangażowała się w działania na rzecz ograniczenia dostępu do broni. Popularność przyniosło jej 11-minutowe wystąpienie, które transmitowały najważniejsze krajowe telewizje. Zaangażowała się także w agitację za masowym udziałem w wyborach w listopadzie 2018, w celu wybrania jak największej liczby polityków popierających zmiany prawa. Jeszcze wiosną tego samego roku presja społeczna doprowadziła do zaostrzenia kontroli broni na Florydzie. 24 marca wraz z czwórką kolegów zorganizowała March for Our Lives, który zgromadził w ok. 800 miejscach ok. 2 mln ludzi.
W marcu 2018 tygodnik Time poświęcił okładkę Emmie González i czwórce innych uczniów z jej szkoły (Davida Hogga, Camerona Kaskiego, Aleksa Winda i Jaclyn Corin), miesiąc później umieścił ich na liście 100 najbardziej wpływowych ludzi świata.
González jest osobą biseksualną i niebinarną, używa neutralnych zaimków they/them i X jako imienia.